# Anderson (sjö)
Anderson är en sjö i Antarktis. Den ligger i Östantarktis. Australien gör anspråk på området. Anderson ligger 3 meter över havet.